# يان فانهوفا
يان فانهوفا (بالهولندية: Jan Veenhof)‏ (28 يناير 1969 في ليوواردن في هولندا – )؛ هو لاعب كرة قدم سابق كان يلعب كمدافع.

## وصلات خارجية
- يان فانهوفا على موقع رابطة كرة القدم اليابانية للمحترفين (اليابانية)
- يان فانهوفا على موقع قاعدة بيانات كرة القدم.إي يو (الإنجليزية)